# Mannesmann

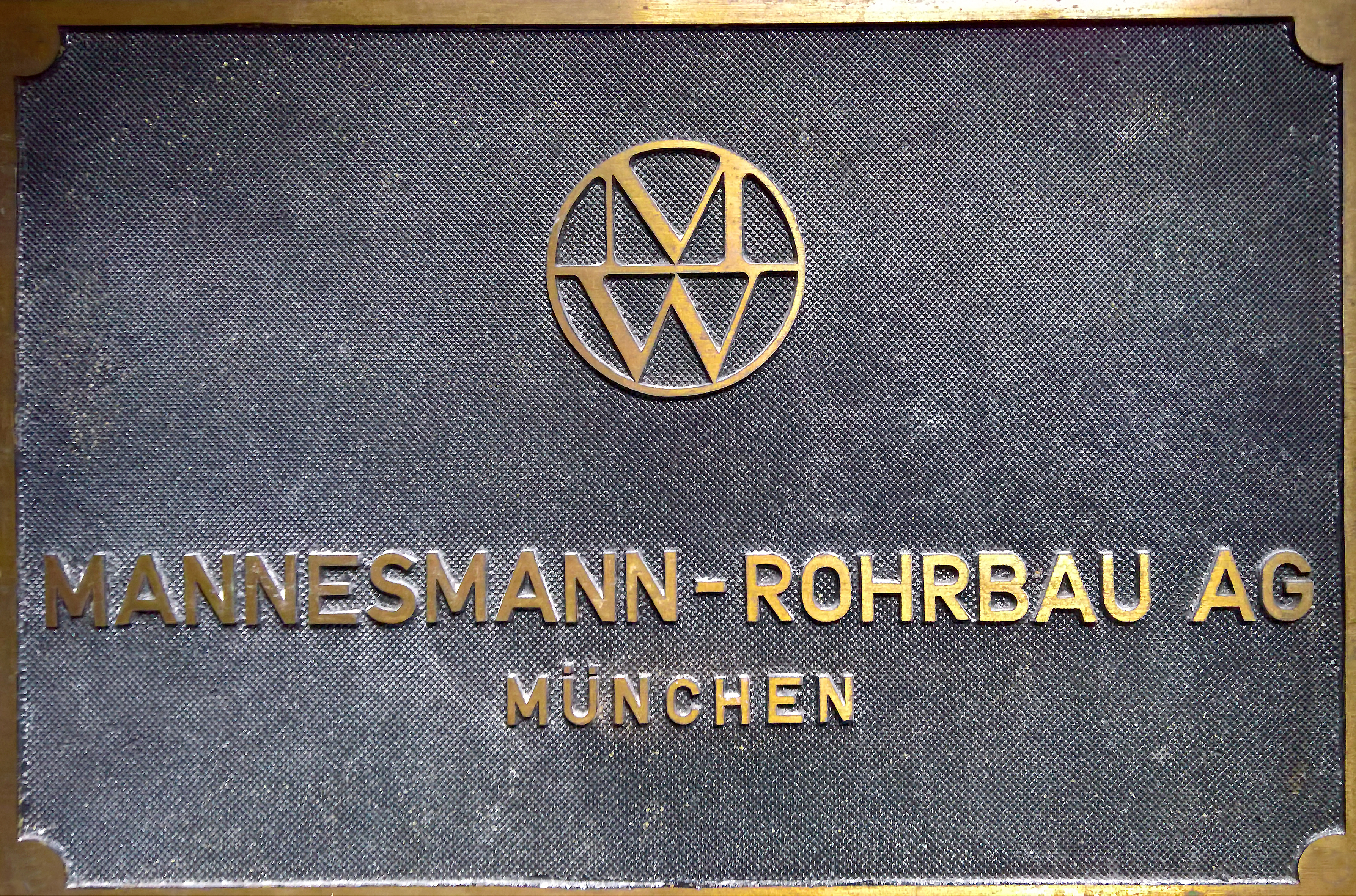
Mannesmann-Rohrbau AG - München

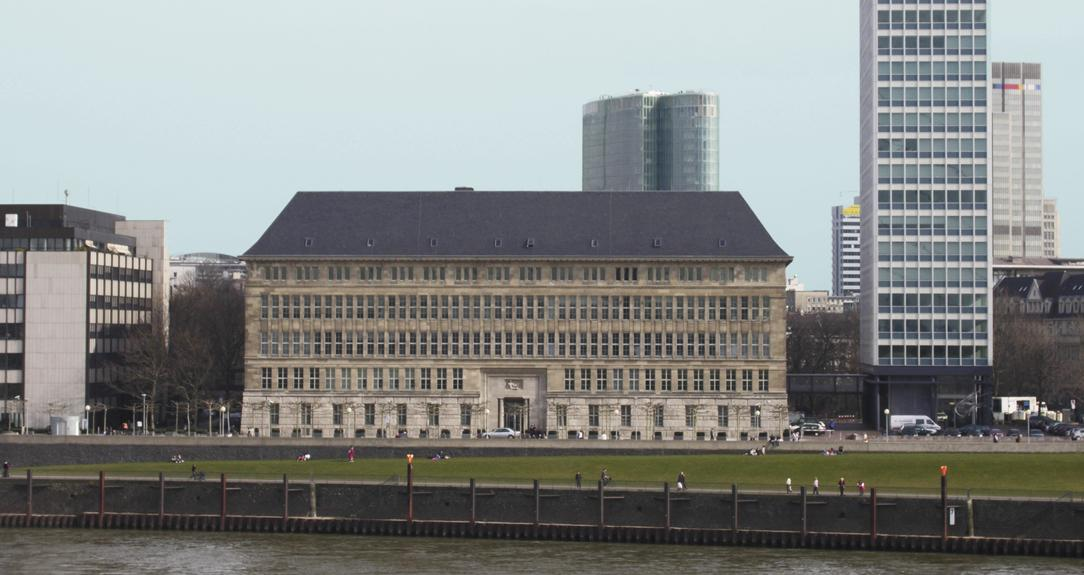
Het Mannesmann-Haus, ontworpen door Peter Behrens

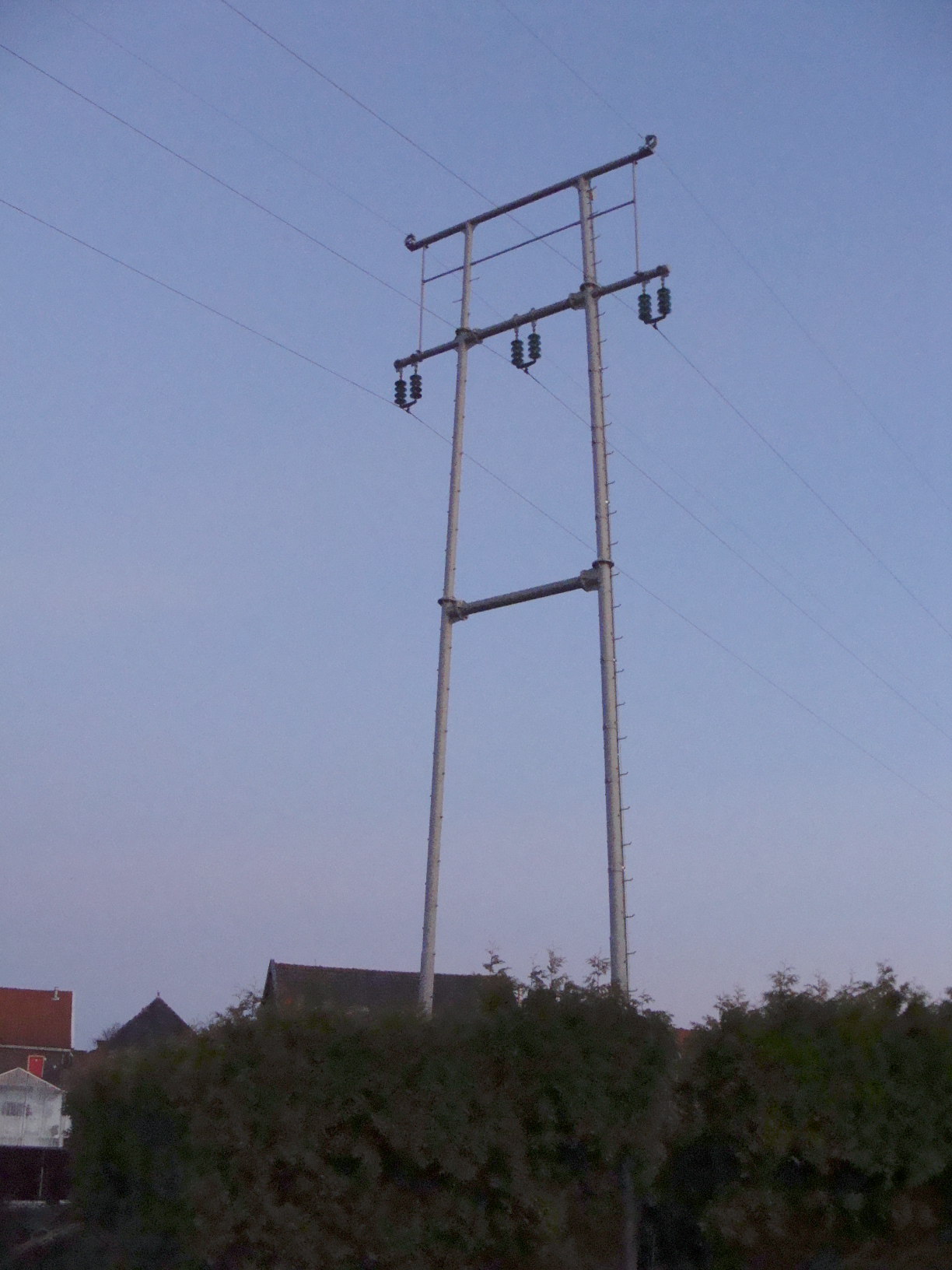
Een uit Mannesmann-buizen opgebouwde hoogspanningsmast nabij Enkhuizen. Deze masten zijn omstreeks 1950 gebouwd voor het 50 kV-net in Noord-Holland.

Mannesmann is een Duits metaalindustrie-bedrijf dat zijn hoofdvestiging heeft in Düsseldorf.

## Mannesmann-proces
Tijdens het smeden van aandrijfassen voor stoomschepen ontstonden lange gaten in het midden van de as. Het smeden geschiedde door een hamer die op en neer bewoog terwijl de as steeds een weinig werd gedraaid en verder werd doorgevoerd. Dit bracht de gebroeders Mannesmann op het idee dit fenomeen verder te ontwikkelen om naadloze stalen buizen te maken. Dit geschiedde door middel van een zgn warmwalsproces. Met behulp van dubbelconische walsen die ook van draairichting konden veranderen, werd een massief stalen staaf zo gemanipuleerd dat het materiaal zich vanuit het hart naar buiten bewoog. Met behulp van een priem kon dan deze holte precies concentrisch worden gecreëerd en ontstaat aldus een naadloze stalen buis.
De eerste fabriek werd in 1886 opgericht en in de jaren daarna volgden er nog enkele. Door aanloopmoeilijkheden kwamen de gebroeders in financiële problemen, maar nadat in 1890 een verbeterde versie werd uitgevonden, die bekend werd als het Pilgerschritt-Verfahren, kon men een technisch en commercieel aantrekkelijk alternatief voor gegoten en gelaste buizen produceren.
De warmgewalste naadloze stalen buizen hadden een grote diameter, maar ze konden desgewenst koudgetrokken worden waardoor buizen met kleinere diameter ontstonden die, bijvoorbeeld, in de rijwielindustrie hun toepassing vonden.

## Verdere bedrijfsgeschiedenis
In 1893 vestigde het bedrijf zich in Düsseldorf, waar het snel groeide en ook horizontaal integreerde, dus ook erts- en steenkoolmijnen en staalfabrieken ging omvatten, en bovendien machinefabrieken en fabrieken voor pijpleidingen.
Na de Tweede Wereldoorlog werd het bedrijf door de geallieerden ontvlochten, maar in 1955 werden de aldus ontstane onderdelen weer samengevoegd. In de nu volgende topjaren had het bedrijf 76.600 werknemers. De kentering kwam aan het eind van de jaren 60 van de 20e eeuw, en toen werd een nieuwe koers ingeslagen.
Niet alleen ging men een taakverdeling aan met Thyssen en Ruhrkohle, maar ook kocht men andere grote bedrijven in de sector op, zoals Krauss-Maffei en Demag. Daarbij ging men diversificeren, onder meer in de apparatenbouw en als toeleverancier voor de automobielindustrie.

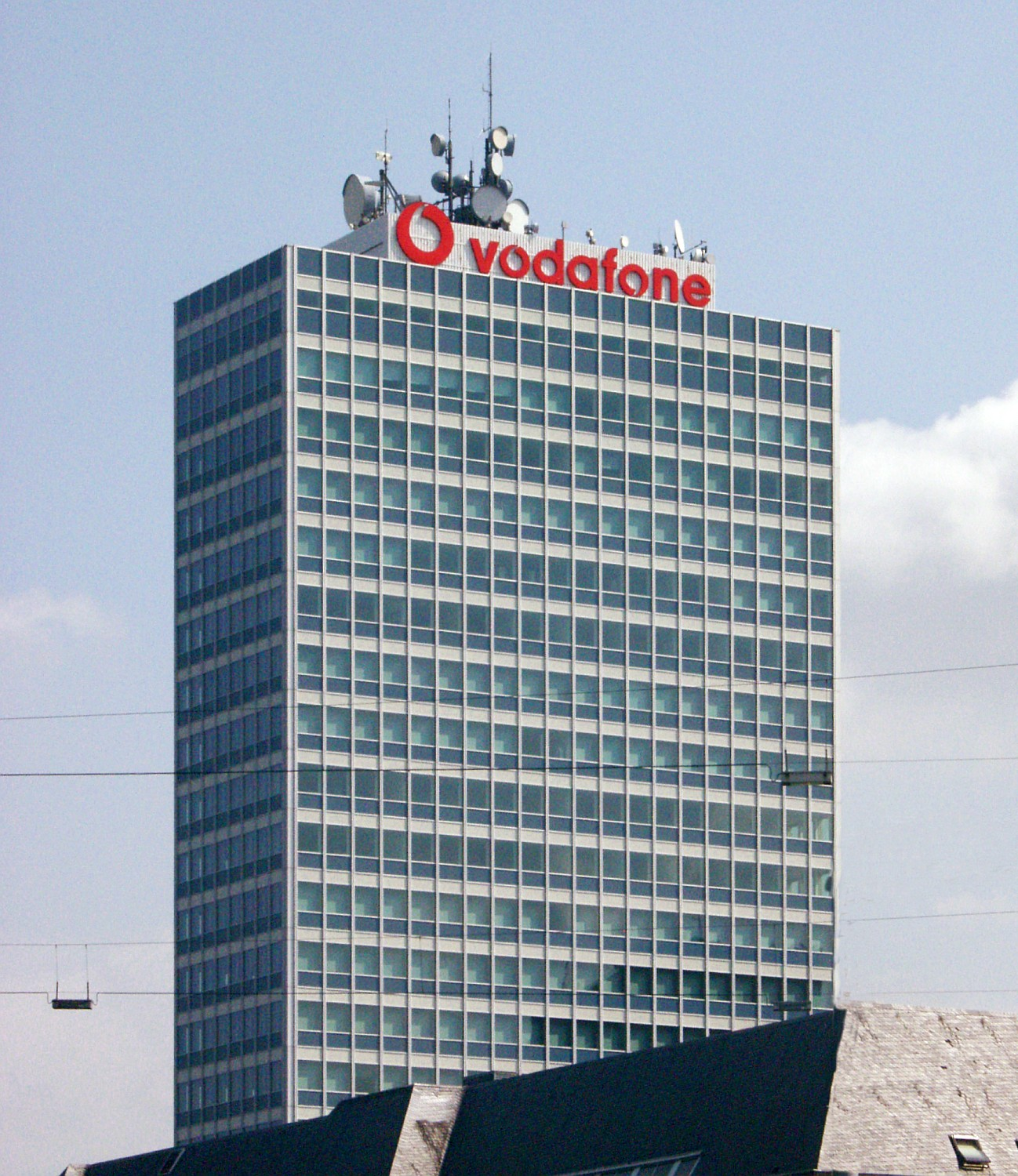
Hoofdvestiging van Vodafone in Düsseldorf

In 1990 begon Mannesmann te investeren in de informatica- en telecommunicatiesector en in 1999 werd zelfs besloten dit tot kernactiviteit te maken. Doch in 2000 volgde een vijandelijk bod door Vodafone, dat Mannesmann overnam. Dit bedrijf verkocht de onderdelen die niets met telecommunicatie te maken hadden. De machinebouw kwam in handen van Siemens AG en Bosch, en de buizenfabrieken kwamen in handen van het Duitse staalconcern Salzgitter, dat de naam Mannesmann bleef voeren via de naam Salzgitter Mannesmann.

## Vestiging
In Helmond bevond zich tot 2025 een van de fabrieken van Salzgitter Mannesmann. Deze fabriek, waar koudgetrokken buizen werden vervaardigd, is voortgekomen uit Robur (metaalbedrijf).

## Ontwikkelingen
De naadloze stalen buizen van Mannesmann ondervinden in toenemende mate concurrentie van goedkope producten uit Oost-Europa. Daarnaast is de kwaliteit van de gelaste stalen buizen zover verbeterd dat deze eveneens op sommige terreinen concurreren met de naadloze stalen buis.